# Fist Power
Pour les articles homonymes, voir Power.
Fist Power est un film hongkongais réalisé par Aman Chang, sorti en 2000.

## Synopsis
Charles Chau est un militaire démobilisé qui essaie de récupérer son fils Tony, enlevé par son ex-femme et son nouvel amant, un mafieux. Celui-ci essaie de conserver la garde de l'enfant car, pour parvenir à toucher l'héritage de son père, il lui faut absolument un fils. Afin de le récupérer, il prend une école en otage avec l'aide d'anciens compagnons d'armes et réussit à trouver de l'aide auprès de Brian Cheuk, alias M.Y, qui a aussi son neveu scolarisé dans cette école.

## Fiche technique
- Titre : Fist Power
- Titre original : Sang sei kuen chuk (生死拳速)
- Réalisation : Aman Chang
- Scénario : Aman Chang
- Production : Wong Jing et George Yan
- Musique : Sammuel Leung et Tommy Wai
- Photographie : Choi Sung-Fai
- Montage : Marco Mak
- Pays d'origine : Hong Kong
- Format : Couleurs - 1,85:1 - Dolby Digital - 35 mm
- Genre : Action
- Durée : 92 minutes
- Date de sortie : 2000 (Hong Kong)

## Distribution
- Vincent Zhao : Brian Cheuk
- Anthony Wong : Charles Chau
- Gigi Lai : Hung
- Sam Lee : Simna Horn
- Cheng Pei-pei : La mère de Brian
- Kara Hui : Aunt Yee
- Fong Lung : Mr Chiu

## Autour du film
- Un court métrage documentaire français de 4' minutes porte le même titre, réalisé par Lionel Soukaz et Tom de Pékin et sorti en 2002 (IMDb).